# Xenophora mekranensis
Xenophora (Xenophora) mekranensis is een slakkensoort uit de familie van de Xenophoridae. De wetenschappelijke naam van de soort is voor het eerst geldig gepubliceerd in 1905 door Newton.